# Havelhöhenweg

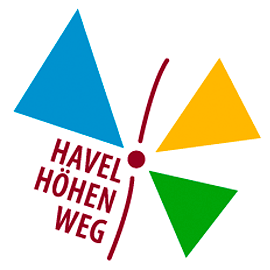
Markierungszeichen

Der Havelhöhenweg ist ein Wanderweg in Berlin, der von der Heerstraße/Stößenseebrücke im Norden entlang des Ostufers der Havel bis zum Strandbad Wannsee im Süden führt. Seine Länge beträgt rund 10 Kilometer und führt an zahlreichen Ausflugszielen vorbei. Der Weg verläuft weitgehend oberhalb des Havel-Uferwegs auf dem Westrand des Teltow-Plateaus. Das Gefälle zur Havelniederung liegt im Maximum (über dem Stößensee) bei rund 35 Metern. Zur Durchquerung ehemaliger Schmelzwasserrinnen führt der Weg an verschiedenen Stellen hinunter zum Uferweg.

## Geschichte
Die Idee zu dem Weg entstand um 1830 und geht auf den Landschaftsarchitekten Peter Joseph Lenné zurück. Die Anlage erfolgte in den 1950er Jahren als Teil eines Notstandprogramms, wurde anschließend aber nicht gepflegt. Das Forstamt Grunewald übernahm die Sanierung, die teilweise aus Mitteln des Umweltentlastungsprogramms (UEP) der Europäischen Union finanziert wurde. 2004 wurde der Weg für 870.000 Euro in seinem südlichen Abschnitt neu gestaltet. Dabei wurde ein 3,6 Kilometer langes Stück barrierefrei ausgebaut. Die Senatsverwaltung für Stadtentwicklung verzichtete weitgehend auf umfangreiche Informationstafeln entlang des Weges, sondern bietet auf ihrer Homepage die Möglichkeit zu einem „virtuellen Waldspaziergang“. Dabei werden alle 30 Wissenspunkte erläutert, die auf der Strecke zu sehen sind.
Der Havelhöhenweg ist als Nr. 12 Teil der 20 grünen Hauptwege Berlins.

## Sehenswürdigkeiten (Auswahl)
(von Norden nach Süden)
- Stößenseebrücke: Die denkmalgeschützte[5] nach Plänen des Bauingenieurs Karl Bernhard erstellte, 174 Meter lange Stahl-Bogenbrücke verbindet Pichelsberg mit der Halbinsel Pichelswerder.
- Hochufer am Rupenhorn über dem Stößensee mit mehreren denkmalgeschützten Villen und Gartenanlagen. Das Waldgebiet Am Rupenhorn wurde im Jahr 2009 durch eine naturschutzrechtliche Ersatzmaßnahme für die Beeinträchtigungen in Natur und Landschaft durch das Bauvorhaben der Schnellfahrstrecke Hannover–Berlin durch die DB ProjektBau neu erschlossen. Die Tochtergesellschaft der Deutschen Bahn gestaltete und restaurierte am Steilhang des ca. 3,5 ha großen Areals 750 Meter neue und alte serpentinenartige Wege und Aussichtspunkte.[6]
- Schildhorn: eine rund 110 Meter breite und rund 400 Meter tiefe Landzunge im Landschaftsschutzgebiet Grunewald. Hier soll der Schildhornsage nach der Slawenfürst Jaxa von Köpenick 1157 vor Albrecht dem Bären durch die Havel geflohen sein.
- Panoramablick auf den am Westufer der Havel gelegenen Ortsteil Gatow im Bezirk Spandau mit der Villa Lemm, einer von dem Schuhputzmittelfabrikanten Otto Lemm in den Jahren 1907 und 1908 nach Plänen des Berliner Architekten Max Werner erbauten Villa im Stil englischer Landhäuser.
- Grunewaldturm: ein Aussichtsturm auf dem Karlsberg mit einer Aussichtsplattform in 36 m Höhe.
- Insel Lindwerder: eine 2,2 ha große ovale Insel, die rund 200 m vom Ostufer der Havel zwischen der Lieper Bucht im Norden und der kleinen Steinlanke im Süden liegt.
- Panoramablick auf den Ortsteil Kladow im Bezirk Spandau
- Schwanenwerder: eine mit Villen und Einfamilienhäusern bebaute Insel, auf der unter anderem Alexander Parvus, Joseph Goebbels, Ernst Udet, Theo Morell und Axel Springer wohnten.
- Strandbad Wannsee: Das Freibad befindet sich am Ostufer des Großen Wannsees und verfügt über 1275 m Sandstrand sowie eine Gesamtfläche von 355.000 m² (davon 130.000 m² Wasserfläche).

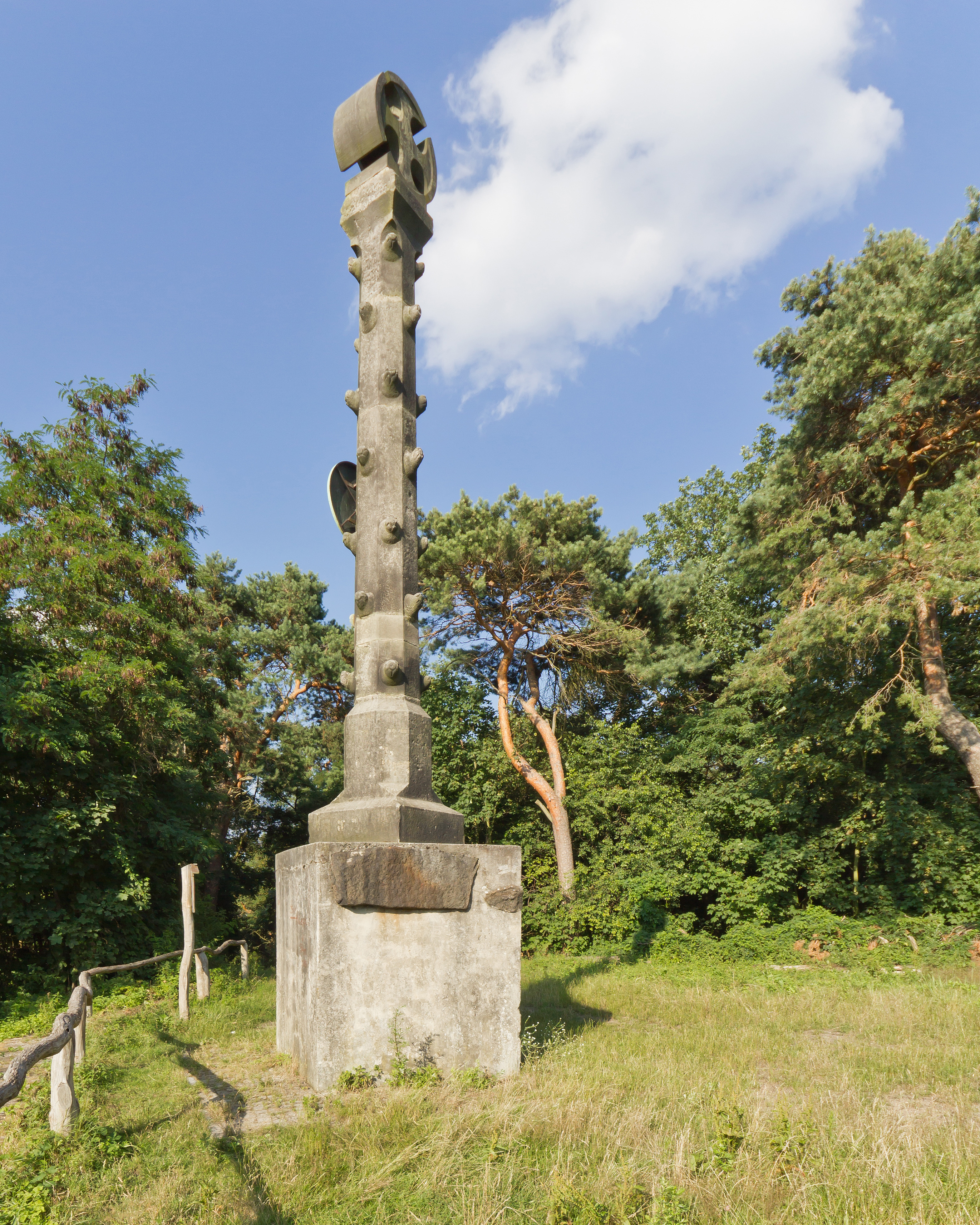
Schildhorndenkmal am Schildhorn
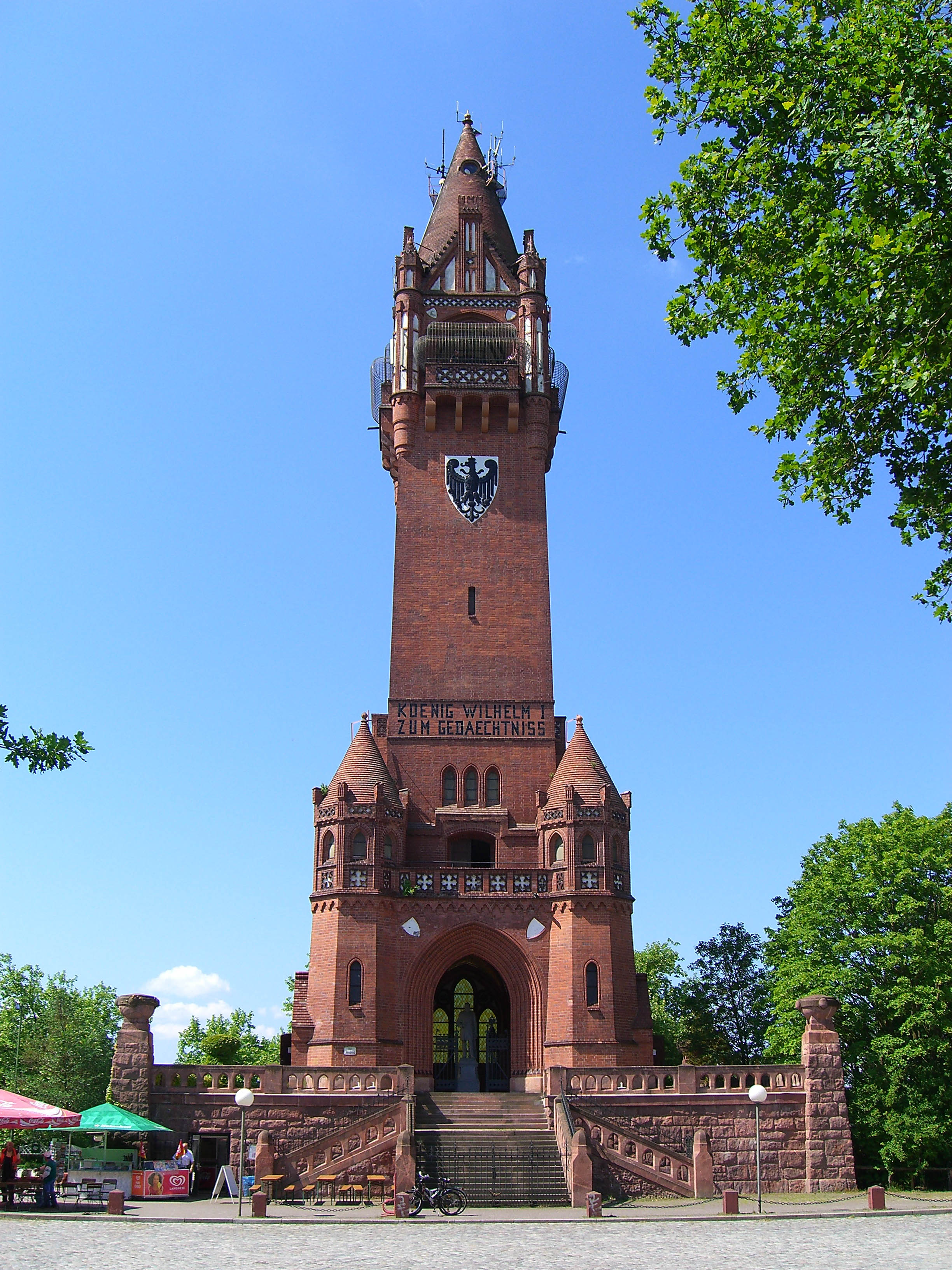
Grunewaldturm
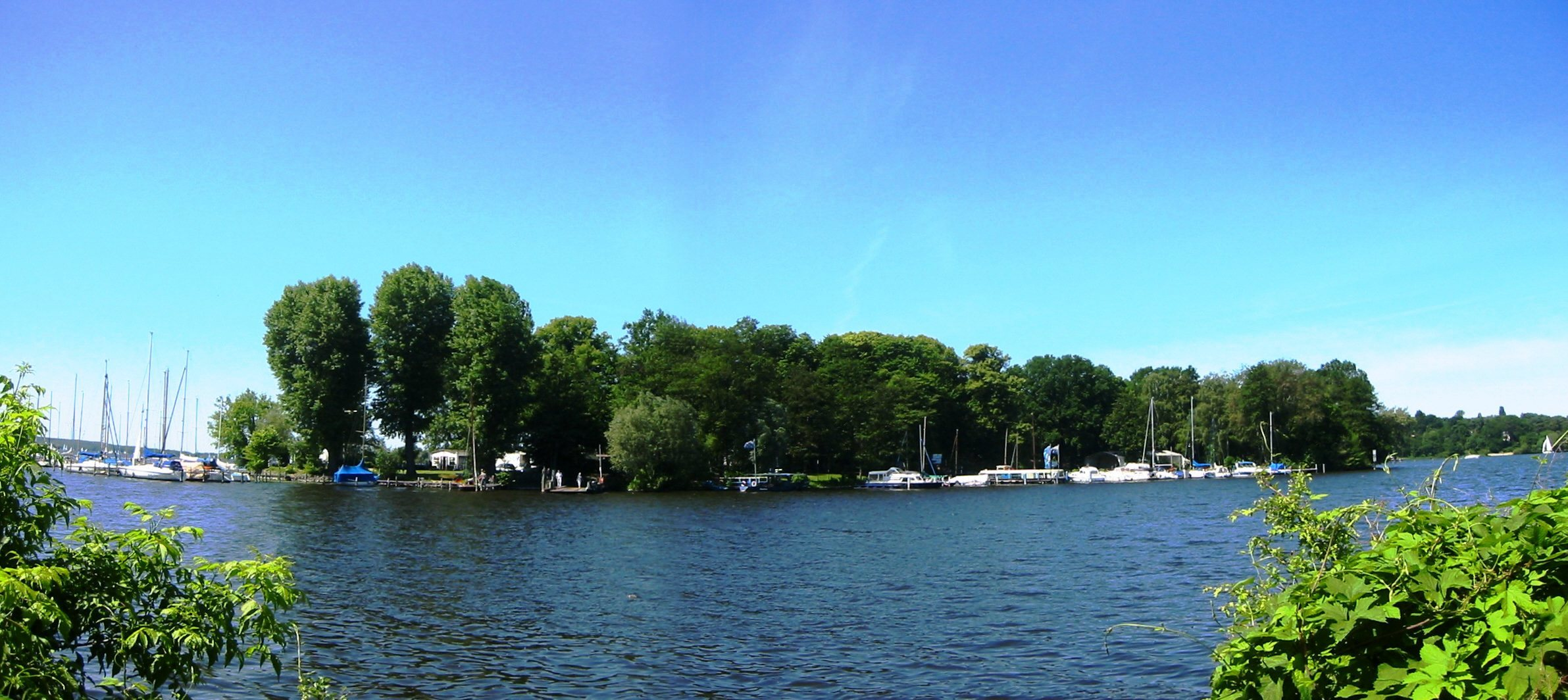
Insel Lindwerder